# Hôtel Le Saint-Sulpice

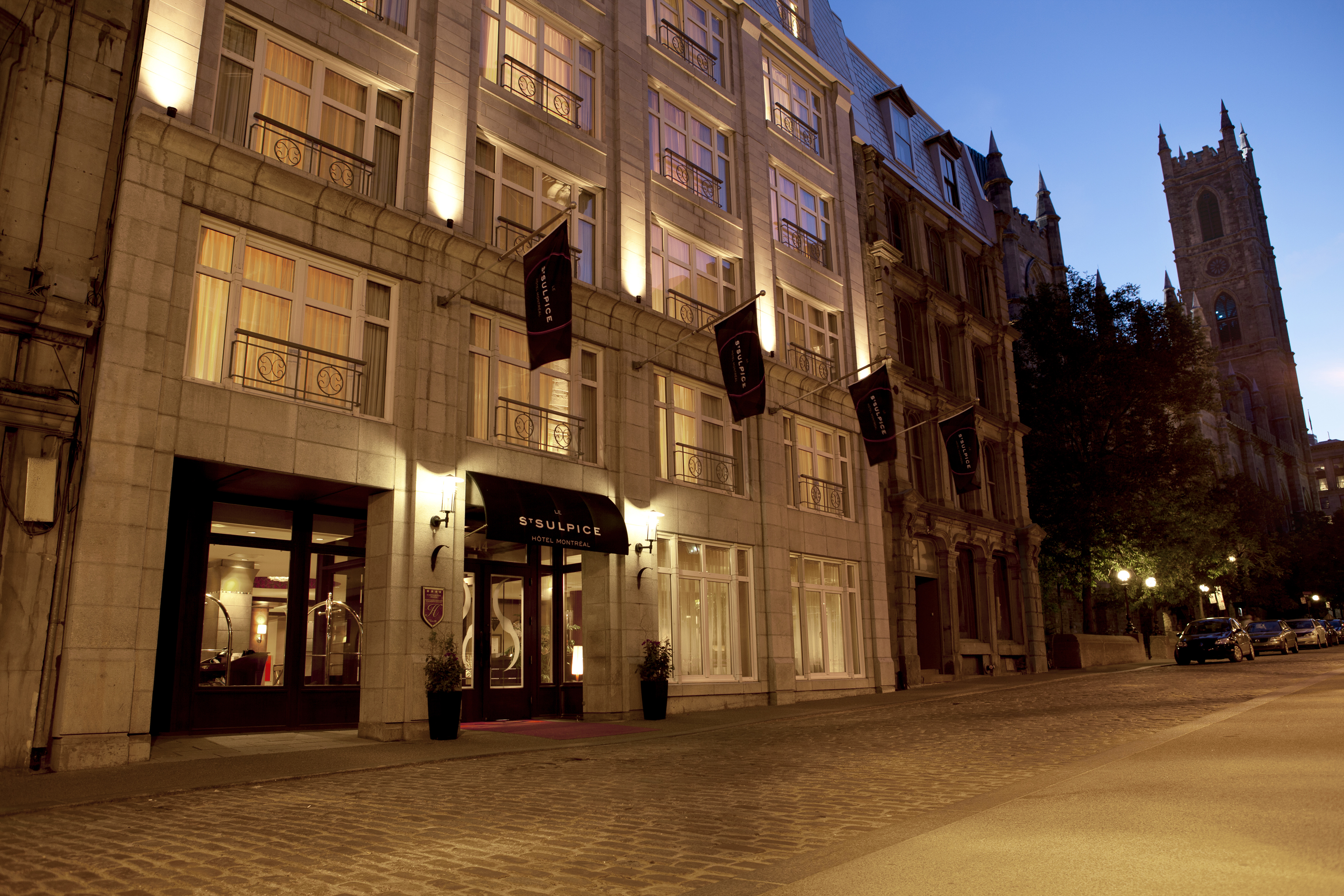
Façade de l'hôtel de luxe Le Saint Sulpice

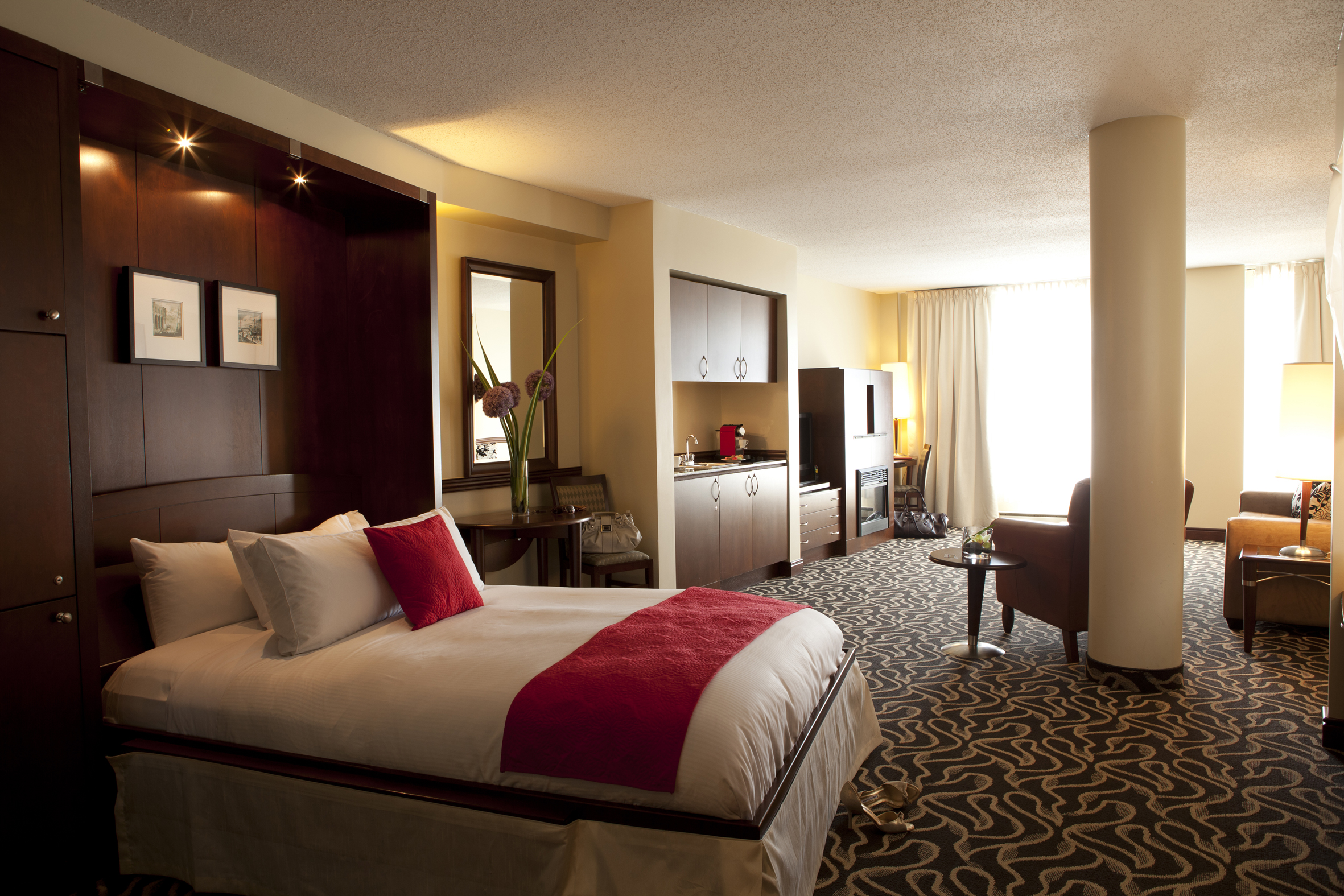
Suite exécutive de luxe

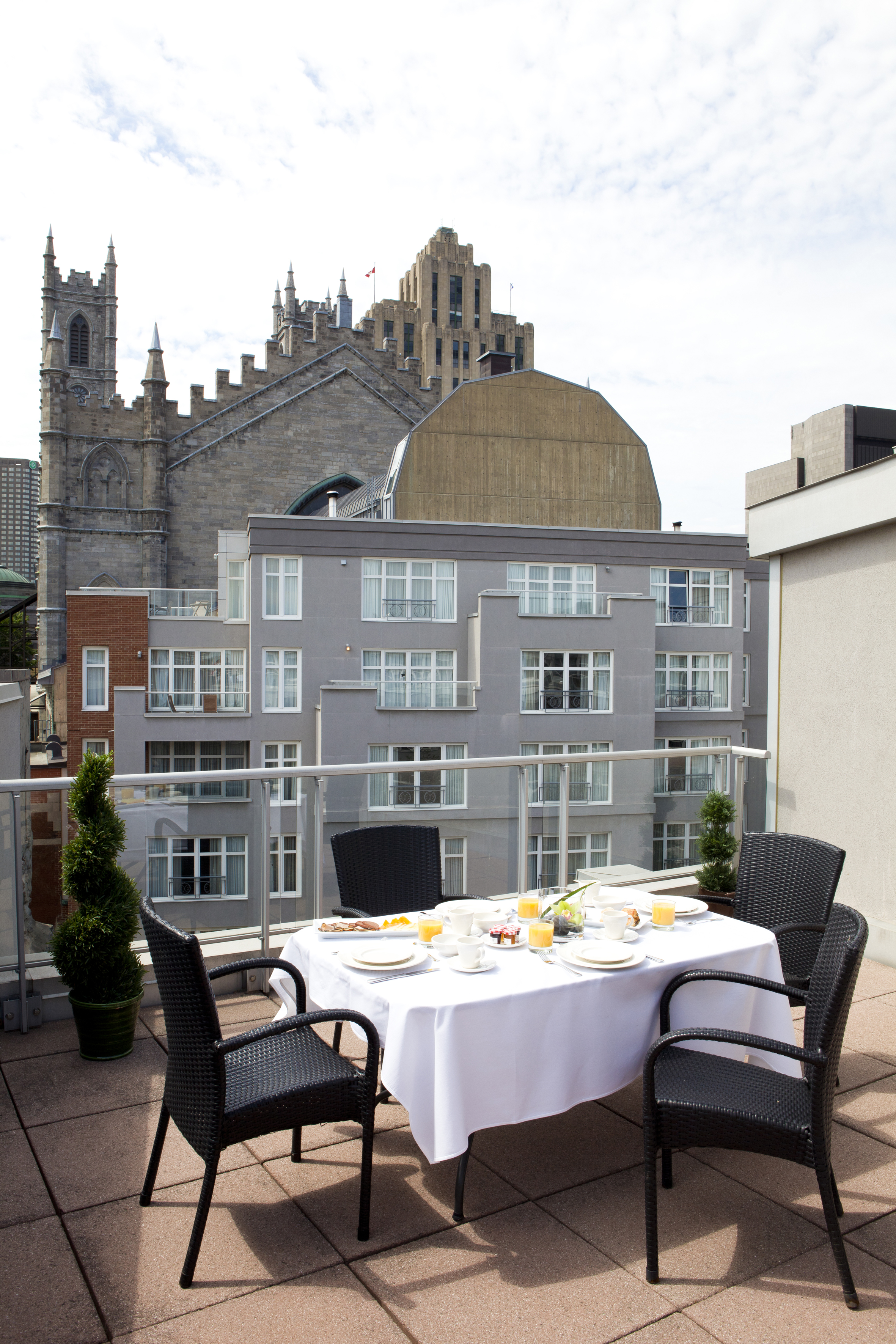
Terrasse

L'hôtel Le Saint Sulpice, est le premier condo-hôtel de Montréal. Il est situé au 414, rue Saint-Sulpice dans le Vieux-Montréal.

## Édifice
L'hôtel Le Saint-Sulpice, construit en 2000-2002, a été conçu par la firme d'architectes Béïque, Thuot, Legault pour R.O. International, une filiale canadienne de Resort One.
En mars 2002, Pierre Parent, entrepreneur montréalais et créateur du concept de condo-hôtel, ouvre Le Saint-Sulpice. Après avoir déployé et ajusté son modèle d'affaires d'immeubles à condo en Floride et en République dominicaine, il décide de transposer son concept dans le quartier historique du Vieux-Montréal.
L'établissement est récipiendaire, en 2003, du grand prix du tourisme québécois et se voit octroyer depuis 4 étoiles et 4 diamants, le classant ainsi dans la deuxième catégorie d'hôtel de luxe.
Le Saint-Sulpice propose 108 suites, un jardin terrasse, un restaurant gastronomique ainsi que trois salles de réception de superficies distinctes (1 000, 550 et 320 pieds carrés).

## Concept
L'immeuble est divisé en 108 suites que des investisseurs peuvent acquérir. Chaque suite est disponible pour l'usage personnel du propriétaire ou de ses invités jusqu'à 67 jours par année. Le reste du temps, l'unité est disponible pour la location. Le propriétaire reçoit sa part des revenus de la location de l'hôtel chaque jour qu'il n'occupe pas sa suite, même si elle n'est pas louée. Il doit cependant payer des frais de condo, des taxes foncières, des taxes scolaires et le téléphone.

## Lieu

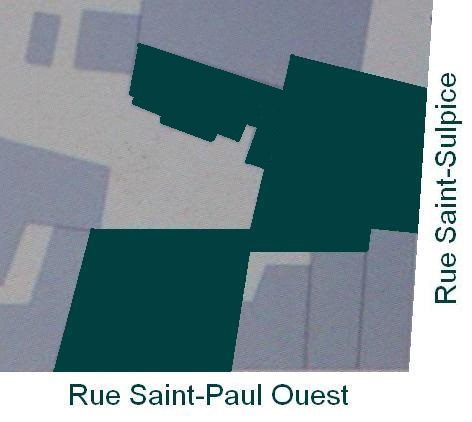
414, rue Saint-Sulpice
125, rue Saint-Paul Ouest

Sur le terrain où est situé l'immeuble actuel, étaient jadis érigées les maisons mitoyennes de Le Ber et Le Moyne, principaux marchands de fourrures de la Nouvelle-France, au XVIIe siècle.
Les sieurs Le Moyne et Le Ber ont en effet rallié la Nouvelle-France (respectivement en 1641 et 1657), afin d'y établir un négoce prospère. Leur association commerciale, renforcée par les liens familiaux (Jacques Le Ber épouse en 1658 Jeanne Le Moyne, sœur de Charles) est un franc succès et leur réputation est alors connue jusqu'aux Antilles.
Hommes d'affaires accomplis les plus fortunés de Montréal et principaux propriétaires terriens de Nouvelle-France, les sieurs Le Moyne et Le Ber vivront dans ces maisons jusqu'à leur mort, en 1685 et 1706. 
Les maisons mitoyennes de Le Ber et Le Moyne ont été démolies depuis, mais il subsiste quelques vestiges,.